# Яновка (Одесская область)
Яновка (укр. Яновка, до 2019 — Ивановка) — село, относится к Любашёвскому району Одесской области Украины.
Население по переписи 2001 года составляло 204 человека. Почтовый индекс — 66504. Телефонный код — 4864. Занимает площадь 0,694 км². Код КОАТУУ — 5123383703.

## История
В 1945 г. Указом ПВС УССР село Яновка переименовано в Ивановку.
В 2019 г. селу возвращено историческое название.

## Местный совет
66504, Одесская обл., Любашёвский р-н, с. Сергеевка.